# Quiéreme tonto
Quiéreme tonto é uma telenovela mexicana produzida e exibida pela Azteca entre 19 de abril e 17 de setembro de 2010. 
A trama é um remake da novela venezuelana Bésame tonto, produzida pela Venevisión em 2003. 
Foi protagonizada por Yahir e Litzy e antagonizada por Dulce, Mayra Rojas, Andrea Escalona, Alberto Casanova e Ariel López Padilla.

## Sinopse
Guillermo Romeo, um jovem e humilde estagiário de Direito se encontra pronto para se casar com Nayeli, uma jovem conhecida desde a infância. O amor e ternura de Nayeli o inspira a aceitar este compromisso, por seu grande coração faz sentir-se obrigado a salvá-la de confinamento vida no orfanato e maus-tratos de sua tia. A vida dos Romeo se complicou quando sua mãe abandonou há quinze anos, mas principalmente porque ela levou a pequena fortuna que o pai de Guillermo guardou ao longo de muitos anos trabalhando em um trailler mecânico. Foi então que Guillermo começou a cuidar de sua família. Depois de muito pensar, Guillermo leva as economias que ele tinha reservado para a operação de seus olhos e usa tudo para dar Nayeli um casamento modesto.
Do outro lado da cidade, Julieta Dorelli, prepara seu casamento com Rodrigo Escalante, um jovem da alta sociedade. O casamento deles é de conveniência, pois o pai de Julieta, o magnata Vittorio Dorelli, anseia apagar sua má reputação e tornar-se um empresário respeitado; enquanto que para a união Escalante salvá-los da falência. Então, Juliet vai direto para o altar de lado seu sonho de terminar a corrida de Arte e porque ele acredita que Rodrigo tem em suas mãos a oportunidade de fazê-la feliz. Ximena, sua mãe, há muito tempo insistiu para se casar com Rodrigo trazer prestígio social que a família Dorelli requer, como seu patriarca foi "caluniado" enriquecimento ilícito. Durante anos, Ximena tem sofrido desde Vittorio foi excluído como uma concubina de fortuna e sempre pensou em usar Julieta para assumir a confiança que Vittorio criado para ser entregue a sua única filha quando se casou.
Dois casamentos estão prestes a acontecer, quando Guillermo não consegue chegar no seu casamento, pois ele foi notificado que seu pai foi espancado em sua oficina. Gonzalo, seu irmão explica que ele recebeu dinheiro em troca mafioso Lázaro Cruz remover costumes uma pintura famosa por Chavez Morado, mesmo que Dorelli comprado em leilão como um presente de casamento para Julieta. O não cumprimento Gonzalo sua barganha, Guillermo decide negociar com Lázaro, que não concorda em matar qualquer um na família de Guillermo, mas em troca o jovem deve roubar a pintura já na mansão Dorelli. Um Guillermo não tem outra escolha senão aceitar o plano elaborado por Lázaro, cujo especial interesse neste trabalho remonta ao passado para seu pai, Patricio Cruz, antes de morrer na prisão confessou para a tela mantém o segredo com o qual ele poderia para fazer justiça e provar que Vittorio Dorelli é o chefe de uma quadrilha de contrabandistas.
Enquanto na mansão de Dorelli, Juliet está convencido por seus amigos para tentar amo Rodrigo antes do casamento, mas ela é a pior traição. Atordoado pela dor, Juliet se comporta como um autômato, sabe que a sua vida nunca mais será o mesmo e agora está em uma encruzilhada. Em sua confusão, seus amigos levá-la para o carro que vai levar para a igreja, e é o mesmo veículo que usa Guillermo escapar com caixa de Chavez Morado. Assim, o destino impede dois casamentos não tinham razão de ser e une dois corações não estavam cientes do verdadeiro amor.
Uma história que começa com uma fuga, onde os jovens compartilhar os momentos mais intensos de sua vida. Ninguém sabia que esta aventura é o jogo que o destino reservou-lhes para se apaixonar. Em Guillermo, Juliet encontra um ser nobre que cuida de outros. Nele, William contempla o verdadeiro amor esperançoso, mas assim que o sonho termina queda no amor e o casal volta para uma realidade complicada que a cada dia mais separados. Aqueles que se opõem a este amor está pronto para defender seus interesses.
Intriga, e apesar vingança de Julieta e fazer William presa porque este é um mundo onde ninguém e nada é o que parece, um mundo onde o amor é quando o coração não pode deixar de acreditar e confiar.

## Elenco
- Litzy - Julieta Dorelli
- Yahir - Guillermo Romero
- Andrea Escalona - Nayeli Cruz
- María José Magán - María
- Ariel López Padilla - Lázaro Cruz
- Sergio de Bustamante - Victorio Dorelli
- Matías Novoa - Juan Diego Cruz
- Alberto Casanova - David Dorelli
- José Joel - Rodrigo Escalante
- Sergio Klainer - Dimas Romero
- Nubia Martí - Asunción Suárez
- Eva Prado - Magdalena
- Mayra Rojas - Engracia Vda. de Dorelli
- Dulce - Ximena Dorelli
- Regina Murguía - Paulina
- Francisco Angelini - Miguel Dorelli
- Carlos Torres - Gonzalo Romero
- Fernando Rubio - Alfa
- Wendy Braga - Lolita
- Giovanna Paz - Clarita Romero
- Guillermo Iván - Antonio Ruíz
- Eugenio Montessoro - Gregorio Escalante
- Kenia Gazcón - La Nena Escalante
- Danny Gamba - Cory
- Laura Palma - Laura
- Tamara Guzmán - Celadora
- Cynthia Rodríguez - Presa
- Fidel Garriga - Rodolfo
- Alexandra Rodríguez - Diana Calderón
- Irene Arcilia - Cata